# 扈姓
扈姓是中文姓氏之一，在《百家姓》中排第314位。在现代它是极罕见的姓氏。

## 起源
扈姓有多种起源：
1. 出自姒姓。《史记·夏本纪》太史公曰：“禹为姒姓，其后分封，用国为氏，故有夏后氏、有扈氏……。”据《通志·氏族略·以国为氏》载，有扈氏的封国在扈，国灭后，其后裔以“扈”为姓。
2. 出鲜卑汉化后改姓。《魏书·官氏志》载，鲜卑的扈地干氏随孝文帝南迁后，改为扈姓。

## 郡望
- 京兆郡：即长安。
- 河南郡：汉时置，今河南省洛阳市一带。

## 现代分布
- 河北遵化：在河北省，遵化市，有上，下丁甲岭，村人大多姓扈。
- 河南长垣：在河南省，长垣县，有魏庄镇茅庐店，孟岗乡扈占，恼里镇六里庄，油坊占等大多扈姓。
- 山东淄博市：在山东省，临淄区，有敬仲镇扈王庄，张王村等多扈姓。
- 山东东营市：扈家滩
- 山东潍坊市：在益都有淄博临淄扈姓分支，上千人。
- 河北保定：在蠡县有南埝村、扈家营有扈姓分支，共计三千人。
- 河北衡水：在枣强县有扈大市 北大屯 杨黄洼、扈嘉会等村庄有分布。
- 四川泸州：在四川泸州市有此姓，主要集中在泸州市泸县海潮镇高店扈湾子，泸州其余地方的扈姓人士基本由此处迁移过去。此外，邻近泸州的宜宾也有扈姓生活。
- 湖南邵东：湖南省邵东县野鸡坪镇梅田村扈家桥

## 延伸阅读
[在维基数据编辑]
 《百家姓》
 《欽定古今圖書集成·明倫彙編·氏族典·扈姓部》，出自陈梦雷《古今圖書集成》